# عقيدة بيغن

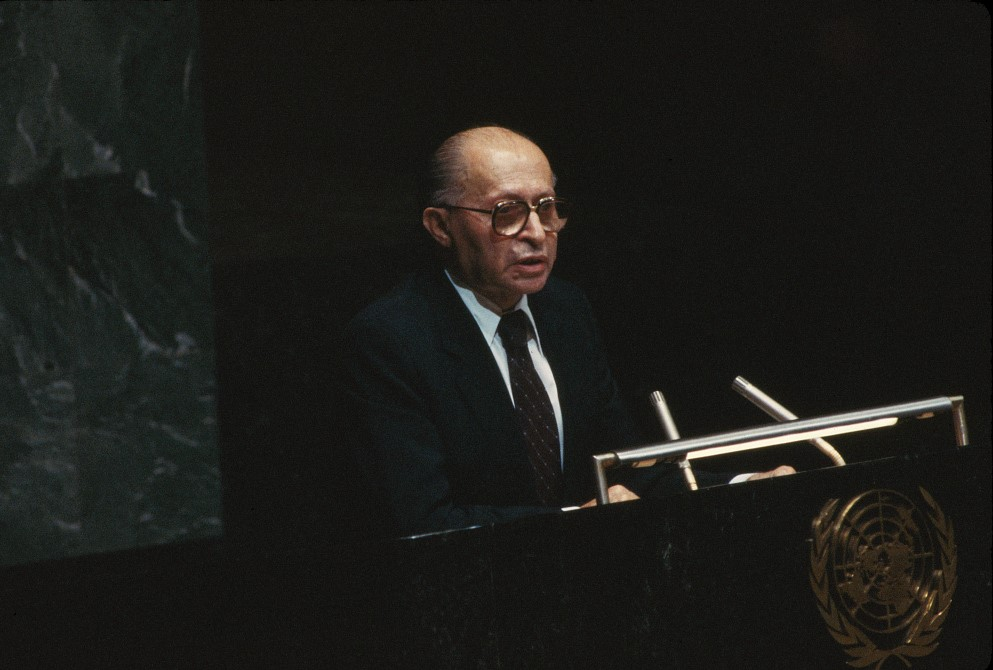
مناحيم بيغن يلقي كلمة في الجمعية العامة للأمم المتحدة - 1982

عقيدة بيغن هي المصطلح الشائع للحرب الوقائية للحكومة الإسرائيلية، وسياسة مكافحة الانتشار فيما يتعلق بقدرة أعدائهم المحتملين على امتلاك أسلحة دمار شامل، وخاصة الأسلحة النووية.
يمكن تتبع جذور هذه العقيدة على الأقل حتى عملية دموقليس [الإنجليزية] في بداية الستينيات. بدأت حكومة إسحاق رابين عمليات سرية ودبلوماسية ضد البرنامج النووي العراقي في منتصف السبعينيات.
أعلن رئيس الوزراء الإسرائيلي مناحيم بيغن عن العقيدة نفسها في يونيو 1981، في أعقاب هجوم إسرائيل على المفاعل النووي العراقي تموز في عملية أوبرا. تعتبر هذه العقيدة سمة من سمات التخطيط الأمني الإسرائيلي. وقد جاء في بيان الحكومة الأولي بشأن الحادث: «لن نسمح بأي حال من الأحوال لأي عدو بتطوير أسلحة دمار شامل ضد شعب إسرائيل. سندافع عن مواطني إسرائيل في الوقت المناسب وبكل الوسائل المتاحة لنا».
بعد يومين من الهجوم في مؤتمر صحفي دراماتيكي في تل أبيب، تولى رئيس الوزراء بيغن المسؤولية الكاملة عن العملية، وأشاد بتنفيذها ووصفها بأنها غير عادية، وبرّرها على أسس أخلاقية وقانونية. أشار بيغن إلى الضربة على أنها عمل «دفاع استباقي عن النفس في أفضل حالاته». كانت الرسالة التي نقلها بيغن هي أن الغارة على مقاعل تموز العراقي لم تكن عملية لمرة واحدة، بل كانت التزامًا وطنيًا طويل الأمد. وقد أنهى مؤتمره الصحفي بهذه الكلمات: 
```
«لقد اخترنا هذه اللحظة: الآن، وليس لاحقًا، لأن الأوان قد يكون متأخرًا، وربما إلى الأبد. وإذا وقفنا مكتوفي الأيدي، سنتين أو ثلاث سنوات، أو اربع سنوات على الأكثر، وكان 
صدام حسين
 قد أنتج قنابله الثلاث، ثم الرابعة، فالخامسة. . . . بعد ذلك، سيضيع هذا البلد وهذا الشعب بعد الهولوكوست. كان من الممكن أن تحدث محرقة أخرى في تاريخ الشعب اليهودي. لن يحدث هذا الأم مرّة أخرى، أبدا، أبدا ! أخبر أصدقاءك، أخبر أي شخص تقابله، أنّنا سندافع عن شعبنا بكل الوسائل المتاحة لنا. لن نسمح لأي عدو بتطوير أسلحة دمار شامل تنقلب علينا».
```

في 15 يونيو، خلال مقابلة تلفزيونية على برنامج Face the Nation الأمريكي، كرّر بيغن هذه النقطة العقائدية: «هذا الهجوم سيكون سابقة لكل حكومة مستقبلية في إسرائيل. . . . كل رئيس وزراء إسرائيلي مستقبلي سيتصرف، في ظروف مماثلة، بنفس الطريقة».
في أعقاب الهجوم وتصريحات الحكومة الإسرائيلية، عارضته العديد من القوى الأجنبية، ووافق مجلس الأمن التابع للأمم المتحدة بالإجماع على قرار مجلس الأمن التابع للأمم المتحدة رقم 487 الذي يُدين الهجمات.

## عملية خارج الصندوق
تم اتباع عقيدة بيغن في عام 2007 في عهد رئيس الوزراء إيهود أولمرت بعملية خارج الصندوق ضد منشأة نووية سورية. ما كان ملحوظًا بشكل خاص بشأن الهجوم على سوريا هو ما حدث في أعقابه، الغياب شبه التام للتعليق الدولي أو الانتقاد لعمل إسرائيل. تناقض هذا النقص في رد الفعل بشكل صارخ مع الغضب الدولي الذي أعقب الضربة الإسرائيلية في عام 1981 ضد المفاعل العراقي. ربما تحفظت الحكومات الأجنبية على التعليق بسبب نقص المعلومات بعد الهجوم، لكن الحكومة الإسرائيلية فرضت تعتيمًا إخباريًا كاملاً تقريبًا بعد الغارة التي استمرت لمدة سبعة أشهر. أمرت حكومة الولايات المتحدة المسؤولين المطلعين على الهجوم بالحفاظ على سريته. التزمت سوريا الصمت في البداية بشأن هذه المسألة ثم نفت بعد ذلك أن يكون الهدف الذي تم قصفه منشأة نووية. استمر الصمت الدولي حتى بعد أن نشرت وكالة المخابرات المركزية المعلومات في أبريل 2008.

## البرنامج النووي الإيراني
كما تم استخدام العقيدة منذ عام 2009، في عهد رئيس الوزراء بنيامين نتنياهو، فيما يتعلق بإيران وقدراتها النووية. خلال هذا الوقت تحولت القضية النووية الإيرانية علانية إلى القضية الأمنية الأولى لإسرائيل. نتنياهو، إلى جانب وزراء حكومته الرئيسيين، مثل وزير الدفاع إيهود باراك ونائب رئيس الوزراء موشيه يعلون، أشاروا مرارًا وتكرارًا إلى إيران النووية، أو حتى إيران ذات القدرة النووية، على أنها تهديد وجودي غير مقبول لإسرائيل. مع موافقة جميع الإسرائيليين تقريبًا على أنه يجب منع إيران من حيازة أسلحة نووية، هناك نقاش مرير مستمر بين صانعي السياسة حول أفضل السبل لتحقيق هذا الهدف. بينما تطبق الولايات المتحدة وأوروبا عقوبات اقتصادية وتسعى إلى حلول دبلوماسية، تنفذ الحكومة الإسرائيلية عمليات سرية، مثل فيروسات الكمبيوتر واغتيال العلماء النوويين الإيرانيين، بهدف عرقلة البرنامج النووي الإيراني.